# Polytomella

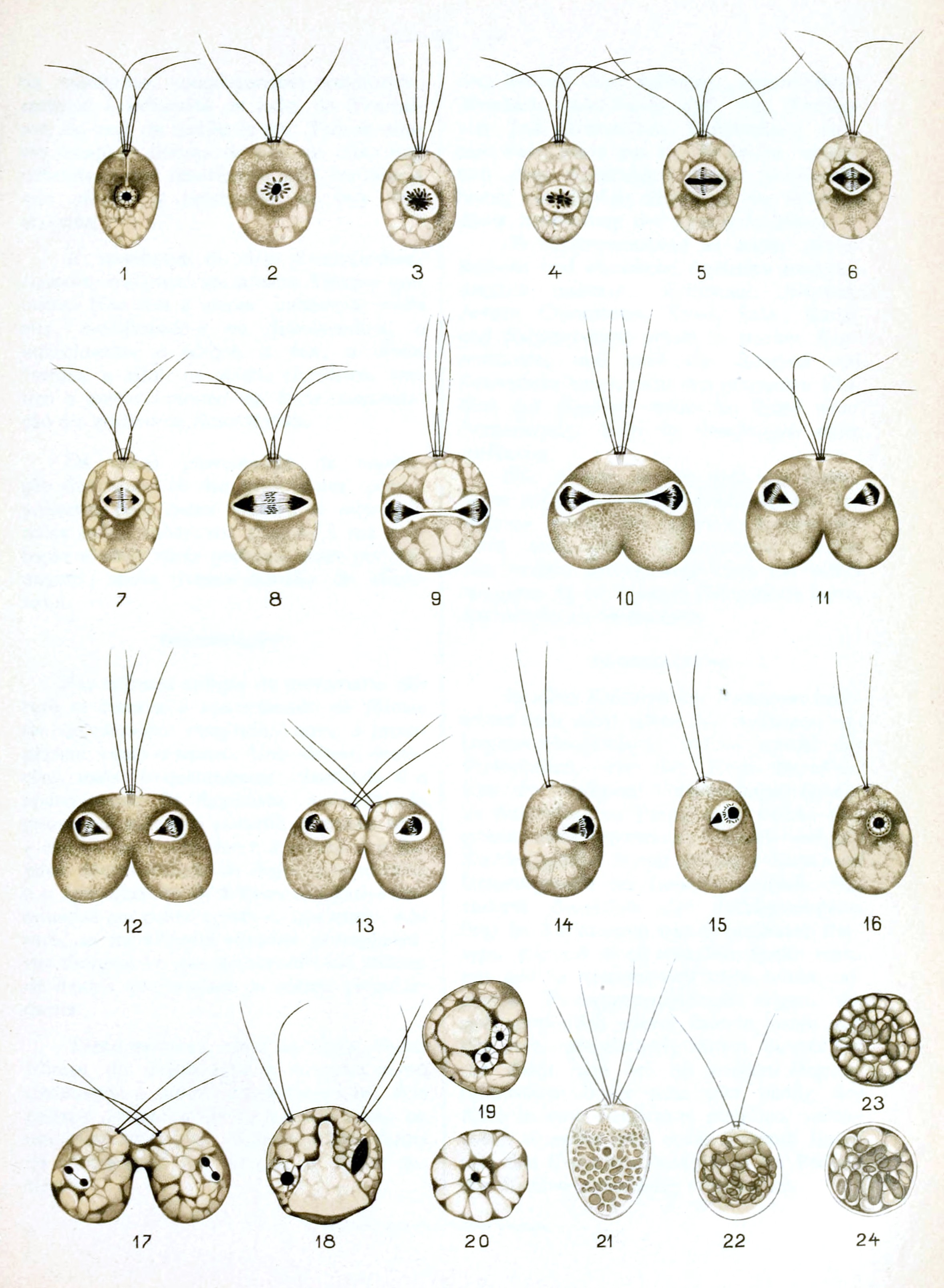
Verschiedene Stadien von P. agilis.

Polytomella ist eine Gattung von Grünalgen aus der Familie der Dunaliellaceae in der Ordnung Chlamydomonadales (syn. Volvocales).
Die Mitglieder dieser Gattung sind eine freilebende, geißelartige, nicht photosynthetische Einzeller mit einem stark reduzierten, linearem fragmentiertem (aus mehreren DNA-Molekülen bestehenden) Mitochondrien-Genom Mitogenom.
Polytomella ist ein evolutionärer Nachkomme der Grünalgen, der seine photosynthetische Fähigkeit verloren hat, und daher ein farbloser Organismus.
Sie ähnelt darin der parasitischen Gattung Sapria aus der Familie der Rafflesiengewächse.
Eine verwandte Gattung photosynthetischer Grünalgen ist Dunaliella.

## Beschreibung

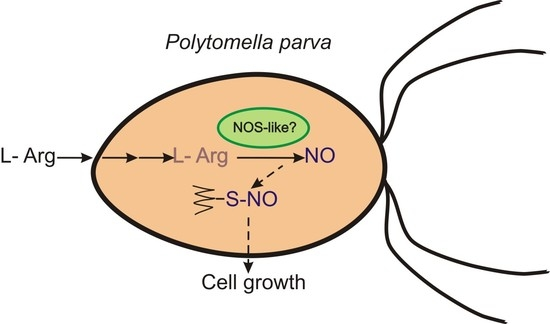
NO-Biosynthese und -Signaling mittels Arginin.

Die Organismen der Gattung Polytomella sind einzellige vierfach begeißelte (quadriflagellate) Mikroalgen. Die Zellen sind birnen- bis ellipsoid- oder fast kugelförmig. Ihnen fehlt eine (Zellulose-)Zellwand, sie können daher in der Form geringfügig veränderlich sein. Sie besitzen einen einzigen Zellkern (uninucleat).
Die vier Geißeln entspringen – typischerweise in einer kreuzförmigen Anordnung – aus einer ausgeprägten Papille (Erhebung). Das hintere (posteriore) Ende der Zelle ist gewöhnlich breit gerundet, kann aber auch spitz zulaufen und seltener in mehrere stachelartige Fortsätze übergehen. Chloroplasten fehlen, die Zellen akkumulieren jedoch zahlreiche Stärkekörnchen (Leukoplasten) im peripheren Zytoplasma.
Der Augenfleck (Stigma) ist in der Regel deutlich ausgeprägt, und es können im Zytoplasma zusätzliche stigmaartige, rote Granula vorhanden sein.
Der einzelne Zellkern (Nukleus) liegt zentral oder in der vorderen (anterioren) Hälfte der Zelle.
Typischerweise sind zwei oder vier apikale kontraktile Vakuolen vorhanden.
Die ungeschlechtliche Vermehrung erfolgt durch Zweiteilung (Schizotomie – binäre Längsteilung); jede Tochterzelle bekommt dabei zwei Geißeln von der Mutterzelle und nochmals zwei neu gebildete Geißeln. Die vier Geißeln jeder Tochterzelle sind vollständig ausgebildet noch bevor sich die Tochterzellen trennen.
Man beobachtet häufige Zystenbildung (englisch encystment); die Beendigung des Zystenstadiums (englisch excystment) führt zur Bildung einer einzigen Zelle.
Die geschlechtliche Vermehrung ist isogam und führt zu einer Planozygote, aus der die vierfach begeißelten motilen Zellen hervorgehen.

## Phylogenie und Systematik

### Evolution

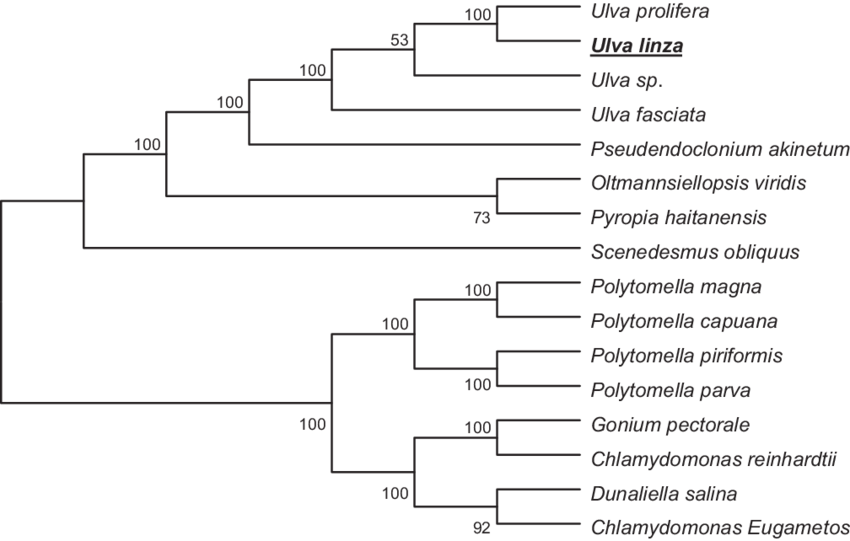
Stammbaum der Chlorophyta anhand von Mitogenom-Sequenzen. Gattungen: Ulva, Pseudendoclonium, Oltmannsiellopsis, Pyropia, Scenedesmus, Gonium, Chlamydomonas, Dunaliella.

Polytomella weist Anzeichen dafür auf, dass ihre Vorfahren einst ein funktionsfähiges photosynthetisch aktives Plastid (Chloroplast) besaßen, das sich im Laufe der Evolution sein Genom (Plastom) mitsamt Genexpressionsmechanismen verloren hat. Dabei ist Polytomella vollständig zur Heterotrophie übergegangen und verwendet organische Säuren, Alkohole und Monosaccharide als Kohlenstoffquelle.

### Artenliste
Artenliste nach National Center for Biotechnology Information (NCBI) Taxonomy Browser, der AlgaeBase und der World Register of Marine Species (WoRMS) mit Stand August 2023:
Gattung Polytomella H.B.Aragão, 1910
- Polytomella agilis H.B.Aragão, 1910, 1910 (Typusart)[3][2]
- Polytomella caeca E.G.Pringsheim, 1937
- Polytomella capuana E.G.Pringsheim, 1955
- Polytomella citri Kater, 1925 (nicht in der NCBI-Taxonomie)
- Polytomella magna E.G.Pringsheim, 1955, inkl. Polytomella sp. SAG 63-4[12]
- Polytomella papillata E.G.Pringsheim, 1955, inkl. Polytomella sp. SAG 63-2
- Polytomella parva E.G.Pringsheim, 1955, inkl. Polytomella sp. SAG 63-3[13][14][1]
- Polytomella piriformis Pringsheim ex S.M.MacDonald & R.W.Lee, 2015, inkl. Polytomella sp. Pringsheim 63-10, Polytomella sp. SAG 63-10
- Polytomella zerovii Masjuk & Kostikov, 1986 (nicht in der NCBI-Taxonomie)

nur in der NCBI-Taxonomie vertreten sind folgende Kandidatenspezies mit provisorischen Bezeichnungen:
- Polytomella sp. Pringsheim 198.80
- Polytomella sp. SAG 198.80
- Polytomella sp. SAG 63-2b
- Polytomella sp. SAG 63-9

## Etymologie
Polytomella ist die Verkleinerungsform (Diminutiv) von Polytoma (Chlamydomonadaceae).

## Polytomella parva
Polytomella parva ist eine Grünalgenart der Gattung Polytomella, mit zwei linearen mitochondrialen DNA-Molekülen. Wie alle Einzeller dieser Gattung ist sie farblos und hat keine Zellwand.